# Oxögat (Kalls socken, Jämtland)
Oxögat är en sjö i Åre kommun i Jämtland och ingår i Indalsälvens huvudavrinningsområde. Sjön har en area på 0,0839 kvadratkilometer och ligger 404 meter över havet.

## Delavrinningsområde
Oxögat ingår i det delavrinningsområde (707826-136067) som SMHI kallar för Utloppet av Oxögat. Medelhöjden är 473 meter över havet och ytan är 2,33 kvadratkilometer. Räknas de 2 avrinningsområdena uppströms in blir den ackumulerade arean 14,73 kvadratkilometer. Vattendraget som avvattnar avrinningsområdet har biflödesordning 3, vilket innebär att vattnet flödar genom totalt 3 vattendrag innan det når havet efter 357 kilometer. Avrinningsområdet består mestadels av skog (88 procent). Avrinningsområdet har 0,08 kvadratkilometer vattenytor vilket ger det en sjöprocent på 3,5 procent.